# Walter Schmied
Pour les articles homonymes, voir Schmied.
Walter Schmied né le 9 janvier 1953 à Moutier, est une personnalité politique suisse membre de l'Union démocratique du centre.

## Biographie
Député au Grand Conseil du canton de Berne de 1982 à 1991, il est ensuite élu au Conseil national jusqu'en 2007. 